# Багаев, Георгий Никифорович
Георгий Никифорович Багаев (6 мая 1920, Хвалынск, Саратовская губерния, РСФСР — 18 июня 1999, Хвалынск, Саратовская область, Россия) — участник Великой Отечественной войны, старший сержант, командир взвода связи 156-го гвардейского артиллерийского полка 77-й гвардейской стрелковой дивизии. Представлялся к званию Героя Советского Союза (1945). Персональный пенсионер республиканского значения.

## Биография
Родился 6 мая 1920 года в городе Хвалынске, ныне в Саратовской области России. Русский. В 1940 году окончил 10 классов средней школы города Хвалынска и поступил в Саратовский кредитно-экономический институт.
С началом Великой Отечественной войны, 1 августа 1941 года был призван Хвалынским РВК в РККА и зачислен курсантом в Куйбышевское училище связи, но уже через два месяца  был направлен  в город Актюбинск командиром отделения связи 108-го отдельного батальона связи во вновь сформированную 74-ю отдельную стрелковую морскую бригаду. В начале декабря 1941 года бригада прибыла по железной дороге в Москву. В конце января 1942 года, когда положение около Москвы стабилизировалось, бригада была переброшена на Северо-Западный фронт к месту, расположенному между реками Пола и Ловать вблизи города Старая Русса. В марте 1942 года под Старой Руссой Багаев вместе с небольшой группой автоматчиков выполнял боевое задание в тылу врага, где был легко ранен.
В конце мая 1942 года вместе с остаками 74-й стрелковой бригады прибыл в город Шуя Ивановской области и был направлен для прохождения дальнейшей службы командиром отделения связи в 729-й отдельный батальон связи 292-й стрелковой дивизии. В начале августа 1942 года вместе с дивизией был переброшен на станцию Котлубань под Сталинградом. В ноябре 1942 года сержант Багаев был переведен в 979-й артиллерийский полк 292-й стрелковой дивизии на должность командира отделения связи штабной батареи управления полка. За отличия в боях под Сталинградом Багаев был награждён медалью «За отвагу». За эти бои 979-й артполк был преобразован 156-й гвардейский, а 292-я стрелковая дивизия стала 77-й гвардейской.
С июня 1943 года в составе дивизии принимает участие в Курской битве, в форсировании ряда крупных водных рубежей, в том числе Днепра, и в освобождении города Чернигов.  В октябре 1943 года был ранен. За эти бои был награжден второй медалью «За отвагу» и орденом Красной Звезды. В ноябре 1943 года принимал участие в Гомельско-Речицкой наступательной операции, за отличия в которой был награждён медалью «За боевые заслуги». В феврале 1944 года был тяжело ранен, но уже через месяц возвратился в строй.

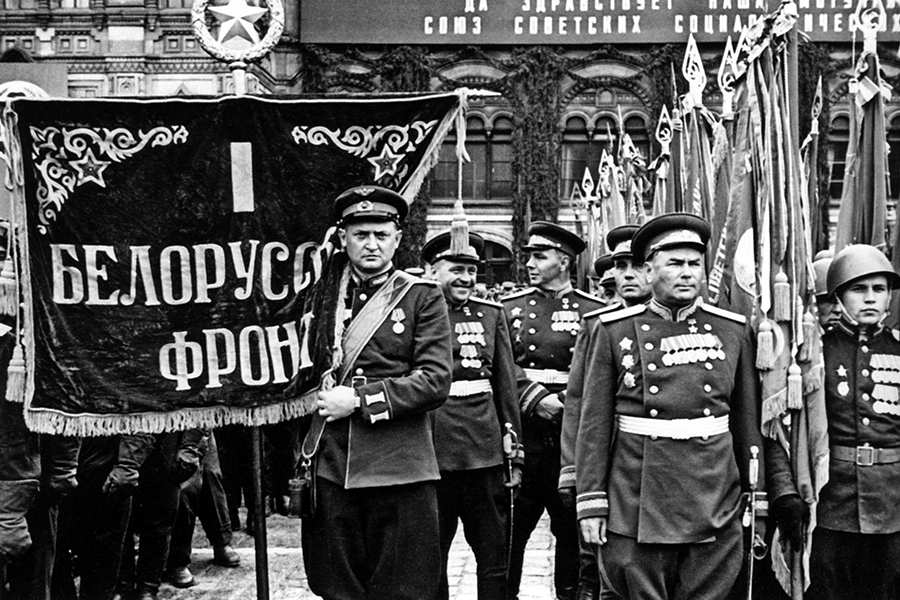
Георгий Багаев (первый справа) на параде Победы. Москва. Красная площадь. 24 июня 1945 года

В июле-августе 1944 года в ходе Люблин-Брестской операции, в числе первых в полку форсировал Вислу и обеспечил захват и удержание Пулавского плацдарма, за что был награждён своим первым орденом Красного Знамени. В январе-феврале 1945 года принял участие Висло-Одерской операции, в ходе которой особо отличился при форсировании реки Варта за что командиром полка был представлен к присвоению звания Герой Советского Союза, командование дивизии и корпуса поддержало данное представление, однако Военный совет 69-я армии, понизил награду, и Командующий армией В. Я. Колпакчи наградил гвардии старшего сержанта Багаева вторым орденом Красного Знамени. В ходе этой же операции отличился вторично при форсировании реки Одер, за что был представлен к ордену Ленина, но награда вновь была понижена и Багаев был награждён третьим орденом Красного Знамени. С апреля 1945 года в ходе Берлинской наступательной операции командир взвода связи штабной батареи управления полка Багаев в сложных боевых условиях организовал бесперебойное обеспечение связи между КП полка с подчинёнными ему дивизионами, за что был награждён орденом Отечественной войны 1-й степени. Свой боевой путь в составе полка закончил в Германии на Эльбе.
24 июня 1945 года гвардии старший сержант Багаев был участником Парада Победы в Москве, ему была оказана высочайшая честь быть правофланговым в первой шеренге сводного полка 1-го Белорусского фронта и нести знамя своей прославленной 77-й гвардейской стрелковой Черниговской ордена Ленина Краснознамённой ордена Суворова дивизии.
В ноябре 1945 года Багаев был демобилизован, как имеющий три ранения, и возвратился в Хвалынск, где продолжил свою трудовую деятельность в горфинотделе, где беспрерывно проработал в качестве заведующего и начальника отдела государственных доходов 28 лет. Из-за полученных на войне ранений и контузий получил инвалидность, был персональным пенсионером Республиканского значения. Умер 18 июня 1999 года в своем родном городе, где и был похоронен.

## Награды
- три ордена Красного Знамени (08.10.1944[5], 17.02.1945[6], 07.04.1945[7])
- два ордена Отечественной войны 1-й степени (18.05.1945[8], 06.04.1985[9][10])
- орден Красной Звезды (12.10.1943)[11]
- медали, в том числе:
  - две медали «За отвагу» (25.01.1943[12], 13.08.1943[13])
  - «За боевые заслуги» (25.02.1944)[14]
  - «За оборону Сталинграда» (1943)[15]
  - «За победу над Германией в Великой Отечественной войне 1941—1945 гг.» (15.06.1945)[15]
  - «За взятие Берлина» (30.06.1947)[15]
  - «За освобождение Варшавы» (27.12.1948)[15]
  - «Ветеран труда»